# Koporc
Koporc je priimek v Sloveniji, ki ga je po podatkih Statističnega urada Republike Slovenije na dan 1. januarja 2010 uporabljalo 14 oseb.

## Znani nosilci priimka
- Leon Koporc (1926—2003), slikar in ilustrator
- Srečko Koporc (1900—1965), skladatelj, dirigent in pedagog